# Jody Williams
Jody Williams, (Joseph Leon „Jody” Williams), (Mobile, 1935. február 3. – Munster, 2018. december 1.) amerikai bluesgitáros, énekes.

| Jody Williams                             | Jody Williams                             |
| Kattints az alábbi külső linkek egyikére! | Kattints az alábbi külső linkek egyikére! |
| ----------------------------------------- | ----------------------------------------- |
| Nem található szabad kép.(?)              |                                           |
| külső link · jogvédett                    | Jody Williams                             |

## Pályafutása
Jody Williams az alabamai Mobile-ban született. Ötéves korában Chicago-ba költöztek. Williams első hangszere a szájharmonika volt, amelyet gitárra cserélt, miután meghallotta Bo Diddley játékát egy tehetségkutatón – ahol mindketten felléptek. Diddley megtanította a gitározás alapjaira. 1951-ben Williams és Diddley az utcán együtt játszott, és Williams kísérte Diddley vokálját egy mosdókagylón. Williams egy sor blueszenésszel − Memphis Minnie-vel, Elmore Jamesszel és Otis Spannal zenélt. Miután turnézott a blueszongorista Charles Brownnal, a Chess Records stúdiózenészévé vált.
A Chessnél Williams találkozott Howlin’ Wolffal. Wolf első gitárosként felvette új chicagói zenekarába. Egy évvel később Hubert Sumlin Chicagóba költözött, belépett Wolfhoz. Williams szólistakarrierje 1955 decemberében kezdődött a lendületes szaxofonos „Lookin' for My Baby” lemezén. A lemezt Little Papa Joe címen adta ki a Blue Lake Records. A lemezcég néhány hónappal később bezárt. Williams ekkor már nagyon keresett volt session-gitáros volt. Ez kitetszik Bo Diddley „Who Do You Love?” című 1956-os slágeréről is.
1957-ben Williams kiadta a „You May”-t , B-oldalán a „Lucky Lou”-val, amelynek rendkívüli riffjét Otis Rush simán lemásolta. Williams Rush-ra gyakorolt hatásának további bizonyítéka Rush szólója Buddy Guy 1958-as debütálója a „Sit and Cry (The Blues)”-ban, amelyet szinte pontosan Williams „You May”-éből másoltak. Az a gyakoriság, amikor Williams látta, hogy sajátos megoldáait gátlástalanul másolják, egyre nagyobb csalódást okozott a zeneiparban. Amikor Billy Stewart 1956-os Argo Records kiadása, a „Billy's Blues” számára készített jellegzetes riffet Mickey Baker kisajátította a Mickey & Sylvia „Love Is Strange” című slágeréhez, a Chess Records jogi lépéseket tett. Az ügy 1961-es lezárásakor a Williams nem kapott sem támogatást, sem kártérítést. „Megloptak” − nyilatkozta később Jody Williams a Grand Rapids Pressnek.
Az 1960-as évek elején Williams a Big 3 Triójával koncertezéssel jól keresett, de az évtized végére teljesen visszavonult a zeneipartól. Elektronikát tanult, a Xerox műszaki mérnöke volt több mint 25 évig. Williams visszavonulása után gitárja érintetlenül hevert az ágya alatt. „Egy nap a feleségem azt mondta, ha újra elkezdek játszani, talán jobban fogom érezni az életben” − (hicago Sun-Times). 2000 márciusában elment régi barátja, Robert Lockwood Jr. előadására, és nosztalgiázni kezdett zenei múltja iránt. Otthon volt egy régi kazetta, amin ő játszik. Ezt meghallgatva könnyekig meghatódott, és arra ösztönözte, hogy újra kézbe vegye a gitárját. 2000 júniusában tért vissza a nyilvánossághoz a 2000-es Chicago Blues Festival klubkoncertjén.
Ebben az időszakban Dick Shurman bátorította. Végül elkészítette visszatérő albumát, a „Return of a Legend”-et (2002). „Olyan lendülettel és lendülettel játszik, ami ma is olyan jól hangzik, mint a klasszikus lemezeken” – írta a Vintage Guitar magazin.
Williams 2014-ig világszerte fellépett, főleg nagy bluesfesztiválokon, és gyakran szerepelt együtt Billy Flynn bluesgitárossal chicagói klubfellépéseken.

## Albumok
- 2002: Return of a Legend
- 2004: You Left Me In the Dark
- 2018: In Session: Diary of a Chicago Bluesman, 1954-1962

### Kislemezek
- 1956: Looking For My Baby / Easy Lovin'
- 1957: You May / Lucky Lou
- 1962: Lonely Without You / Moanin' For Molasses
- 1963: Hideout / Moanin' For Molasses
- 1963: Time For A Change / Lonely Without You

### Gitárosként
- 1954: Howlin' Wolf, Evil Is Going On / Baby How Long
- 1954: Howlin' Wolf, Forty Four / I'll Be Around
- 1954: Otis Spann, It Must Have Been The Devil / Five Spot
- 1955: Howlin' Wolf, Who Will Be Next / I Have A Little Girl
- 1955: Howlin' Wolf, Come To Me Baby / Don't Mess With My Baby
- 1955: Sonny Boy Williamson II, Don't Start Me Talkin' / All My Love In Vain
- 1955: Billy Boy Arnold, I Was Fooled / I Wish You Would
- 1955: Earl Phillips, Oop De Oop / Nothing But Love
- 1955: Bo Diddley, Diddy Wah Diddy / I'm Looking For A Woman
- 1956: Billy Boy Arnold, Don't Stay Out All Night / I Ain't Got You
- 1956: Lu Mac, Albert Is His Name / I'll Never Let Him Know
- 1956: Bo Diddley, Who Do You Love? / I'm Bad
- 1956: Floyd Dixon, Alarm Clock Blues / I'm Ashamed Of Myself
- 1956: Bobby Charles, Why Did You Leave / Don't You Know I Love You
- 1956: Billy Stewart, Billy's Blues (Part 1) / Billy's Blues (Part 2)
- 1956: Billy Boy Arnold, Here's My Picture / You Got Me Wrong
- 1956: Buddy Morrow, Rib Joint / Rosie's Room
- 1957: Jimmy Rogers, One Kiss / I Can't Believe
- 1957: Otis Rush, Groaning The Blues / If You Were Mine
- 1957: Harold Burrage, Messed Up / I Don't Care Who Knows
- 1958: Howlin' Wolf, I Didn't Know / Moanin' For My Baby
- 1958: Otis Rush, Three Times A Fool / She's A Good 'Un
- 1959: Bo Diddley, Dancing Girl (on Have Guitar Will Travel: Checker LP
- 1960: Bobby Davis, I Was Wrong / Hype You Into Sellin'
- 1961: Bobby Davis and the Big '3' Trio, One Love Have I / She's A Problem
- 1964: Billy Boy Arnold, I Wish You Would / Prisoner's Plea reissues
- 2007: The Mannish Boys, Groan My Blues Away, Young & Tender

## Díjak
- 2003: W. C. Handy-díj
- 2013: Blues Hall of Fame